# 人
人 (être humain, personne) est un idéogramme composé de 2 traits. Il est notamment utilisé en tant que sinogramme et kanji. Il fait partie des kyōiku kanji de 1re année.
Il se lit rén en pinyin. Il se lit ジン (jin) ou ニン (nin) en lecture on et  ou ひと (hito) en lecture kun.

## Utilisation
En japonais, ce kanji est également utilisé en tant que compteur pour les êtres humains ou les objets à forme humanoïde (poupées, figurines…) :
- 人参 (ninjin) : carotte
- 人形 (ningyō) : poupée